# União Desportiva Aeroporto, Picão e Belo Monte
União Desportiva Aeroporto, Picão e Belo Monte (UDAPB) és un club de futbol que juga a Santo António, a l'illa de Príncipe, a São Tomé i Príncipe. L'equip juga a la Lliga de Príncipe de futbol a la seva divisió local i juga a l'Estadi 13 de Julho a la capital de l'illa, tal com fan tots els clubs de l'illa. Està situat al costat de l'aeroport de Príncipe i està ubicat al poble de Picão i la zona del club inclou Aeroporto, Belo Monte (São Tomé i Príncipe), les àrees al nord-est de l'illa i Santa Rita.

## Història
El club va ser fundat amb la fusió dels clubs no registrats de Picão, Aeroporto de Príncipe i Belo Monte i no més després de ser refós. L'equip va guanyar el seu únic títol insular el 2007. En nombre de títols totals eren tercers i van ser compartits amb el 1º de Maio fins al 2012 quan l'Sporting Clube do Príncipe va compartir, juntament amb el 1º de Maio, per títols esdevingué cinquè des del 2013.
En els nacionals el 12 de maig de 2007, la UDAPB va jugar contra el Sporting Clube Praia Cruz a l'Estádio Nacional 12 de Julho i va perdre 2–4.
Entre finals de 2012 i finals de 2015, UDAPB i FC Porto Real van ser els dos clubs restants sense títol de Copa regional, des de finals de 2015, l'UDAPB és l'únic club de l'illa sense títol de Copa i l'únic que mai va aparèixer en una competició nacional de la copa.
El 30 de setembre, a l'estadi de l'illa, l'UDAPB va tenir la seva oportunitat de guanyar el seu únic títol de la copa, però va perdre amb el FC Porto Real 3- 2 en final de copa.

## Palmarès
- Lliga de Príncipe de futbol: 1

2007